# John Craig
John Craig (1663. – 1731. október 11.) skót matematikus.
Dumfriesban született és az edinburghi egyetemen tanult, majd Angliába költözött és vikárius lett az anglikán egyházban.
Newton barátja volt, és számos kisebb művet írt a differenciálszámításról. Legismertebb műve a Theologiae Christianae Principia Mathematica (A keresztény teológia matematikai alapelvei), amely 1698-ban jelent meg. Ebben a könyvében Craig bemutat egy képletet, amely leírja, hogyan változik egy történelmi esemény valószínűsége a szemtanúk számának, az információ továbbterjedési láncának, az eltelt időnek és a fizikai távolságnak a függvényében. A képlet segítségével Craig levezette, hogy Jézus történetének valószínűsége a 3150. évben lesz nulla. Az eredményt úgy értelmezte, hogy ebben az évben kerül sor Krisztus második eljövetelére a Lukács evangéliuma 18:8 értelmében.
A művét kedvezőtlenül fogadták. Több utána jövő matematikus szerint a valószínűség fogalmát pontatlanul használta és a képlet levezetése nincs alátámasztva. Stephen Stigler az 1999-ben megjelent könyvében sokkal kedvezőbb értelmezést adott, kimutatva, hogy Craig okoskodásának egy része bizonyítható, ha az általa használt „valószínűség” fogalmat likelihood arányként értelmezzük.

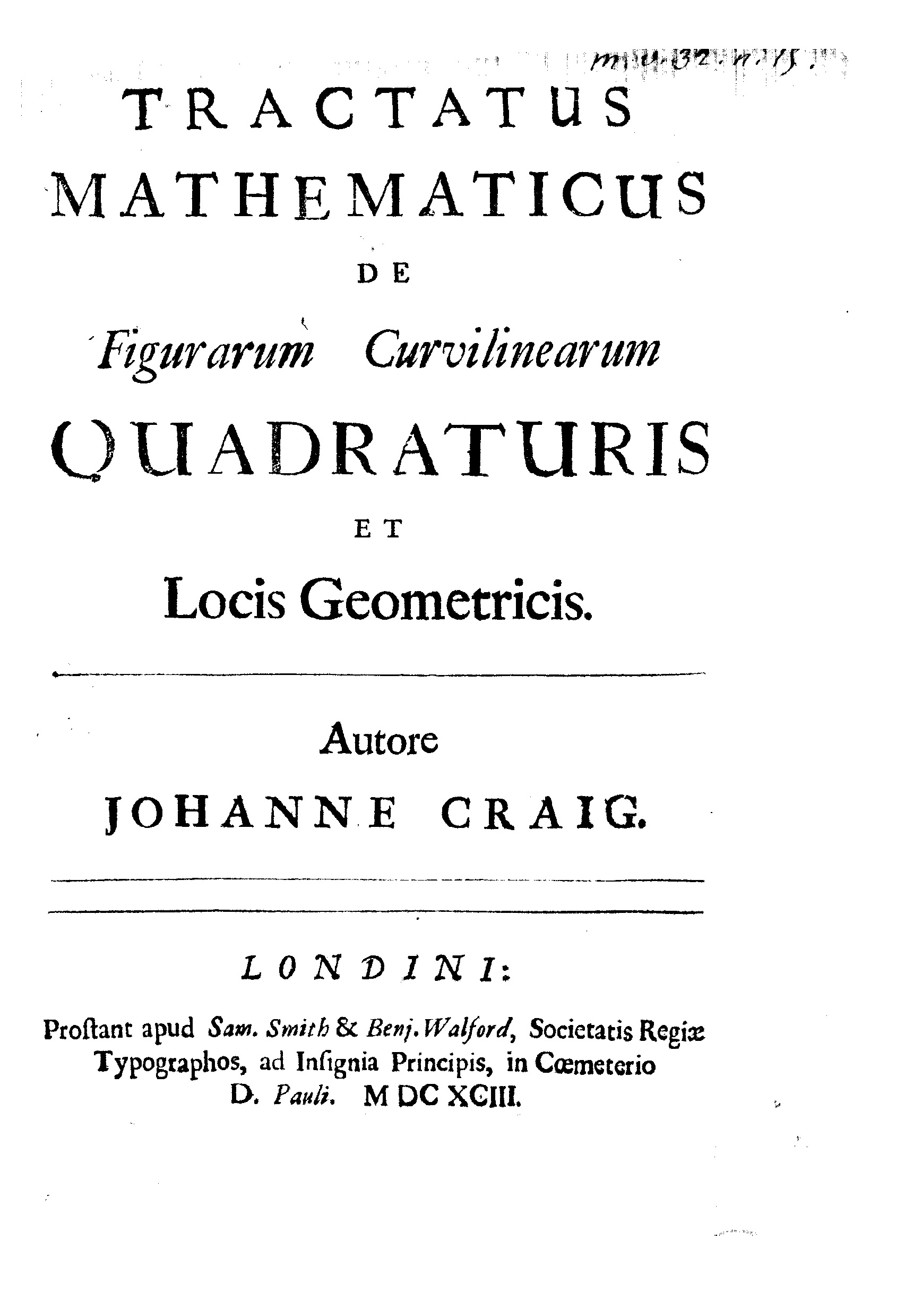
Tractatus mathematicus de figurarum curvilinearum quadraturis et locis geometricis, 1693

## Fordítás
- Ez a szócikk részben vagy egészben  a   John Craig című angol Wikipédia-szócikk ezen változatának fordításán alapul.  Az eredeti cikk szerkesztőit annak laptörténete sorolja fel. Ez a jelzés csupán a megfogalmazás eredetét és a szerzői jogokat jelzi, nem szolgál a cikkben szereplő információk forrásmegjelöléseként.